# Lioptilodes testaceus
Lioptilodes testaceus là một loài bướm đêm thuộc chi Lioptilodes, có ở Chile. Loài bướm này bay vào tháng 7 và tháng 10-tháng 12, và có sải cánh dài 20-23 milimét.